# Jeb Bush
John Ellis "Jeb" Bush (Midland, Texas, 1953. február 11. –) amerikai politikus, üzletember, bankár. Florida állam 43. kormányzója (1999–2007), George H. W. Bush amerikai elnök fia, és George W. Bush amerikai elnök öccse.

## Korai évei és tanulmányai
Jeb Bush 1953. február 11-én született a Texas állambeli Midlandben. Becenevét monogramja után kapta John Ellis Bush. Hat éves volt, amikor a család a Houston melletti Tanglewoodba költözött. Szülei George H. W. Bush későbbi elnök és felesége Barbara Pierce (Bush). Egy idősebb bátyja van George W. Bush, aki később szintén elnök lett, valamint két öccse Neil M. P. Bush és Marvin P. Bush illetve egy húga Dorothy "Doro" Bush.
Iskolai tanulmányait a Houstoni Grady Elementary School-ban kezdte. Középiskolai tanulmányait apjához és bátyjához hasonlóan a Massachusettsi Phillips Academy Andover bentlakásos fiúiskolában végezte. 17 éves korában cserediákként angolt tanított a Guanajuato állambeli (Mexikó) Leónban. Itt ismerkedett meg a későbbi feleségével Columba Garnica Galloval. Bár bátyja és korábban apja is a Yale Egyetemre járt ő mégis az Austinban lévő Texasi Egyetemre iratkozott be latin-amerikai szakra amelyet magna cum laude minősítéssel végzett el.
2016-ban harcba szállt a republikánus elnökjelöltségért, de alulmaradt a küzdelemben.

## Családja
Felesége: Columba Garnica Gallo (1953. augusztus 17.-)
Gyermekeik:
- George P. Bush (1976. április 24.-), felesége Amanda Williams
  - Prescot Walker Bush (2013. június 3.-)
  - John William Bush (2015. április 13.-)
- Noelle Lucia Bush (1977. július 26.-)
- John Ellis "Jebby" Bush Jr. (1983. december 13.-)